# アンの青春
『アンの青春』（アンのせいしゅん、原題：Anne of Avonlea、アヴォンリーのアン）は、カナダの作家L・M・モンゴメリが1909年に発表した『赤毛のアン』の続編。16〜18歳のアンを描いている。
前作では、アンは手違いでカスバート老兄妹に引き取られた夢見がちな孤児の女の子という立場で、グリーンゲーブルズの家での描写が中心であった。しかし、『赤毛のアン』の終章でマシュー・カスバートの死を受け、アンは、一人となったマリラを支える。また新任教師や村の改善委員も引き受けるなど、アヴォンリーの地域社会に貢献する立場に成長する。学費を貯めて一度は諦めた大学進学を果たし、次作の『アンの愛情』へと続く。

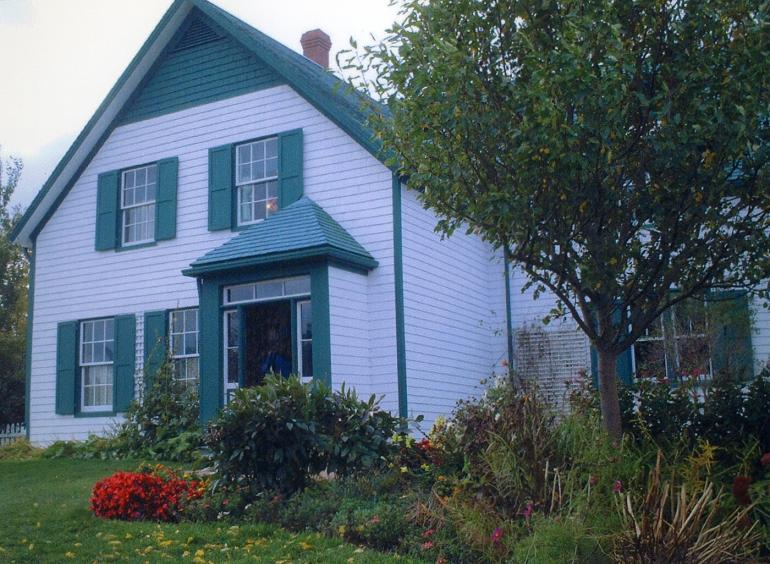
アンの行動範囲が前作ではグリーン・ゲイブルズの家が中心だったものが本作ではアヴォンリー村へと広がる

## タイトル
アンはアヴォンリー社会において唯一の教師として、「重要人物」であり「大人」でもある人々の仲間入りを果たす。また、アヴォンリーの景観改善（成果は疑問視されるものの）を目指すアヴォンリー村改善協会（AVIS）の創設メンバーにもなる。

## テーマ
モンゴメリは伝統的なスコットランド長老派教会の教育を受けて育った。ジョン・ノックスの有名な格言「村に学校、町に大学」(A school in every village, a college in every town)は長老派教会に受け入れられ、モンゴメリは教育を非常に重視する文化の中で育った。 同時に、モンゴメリの教育は非常に規律的だった。
モンゴメリはジョン・デューイのような教育改革者の理論を信奉しており、伝統的な教育と新しい理論の間のこの緊張は『アンの青春』に反映されており、アンは教授法として生徒を鞭打つことと説得することのどちらが良いかについて多くの時間を費やして議論している。この本の中でも、アンは生徒たちに暗記の代わりに自分の考えや気持ちをエッセイに書かせている。

## あらすじ
アンはアヴォンリー校で教師として最初の学期を迎えようとしているが、近くのホワイトサンズ校で教鞭を執っているギルバートのもとで、引き続き自宅で勉強を続けようとしている。物語ではすぐに、アンの新しい問題児である隣人ハリソン氏と、彼の口の悪いオウム、そして双子のデイビーとドーラが登場する。彼らはマリラ・カスバートのいとこの子供たちで、叔父が国外にいる間に母親が亡くなったため、マリラに引き取られる。
ドーラは優しく行儀の良い女の子だが、完璧な振る舞いを見せる一方で、どこか退屈なところがある。デイビーはドーラとは真反対の性格で、はるかに手に負えない上に、いつもトラブルに巻き込まれている。当初は短期間の滞在の予定でしたが、双子の叔父が双子を迎えに来るのを延期し、最終的に亡くなってしまう。アンとマリラは（もちろんマリラは心の中では）双子が一緒にいてくれると知って安堵する。
他にも、アンの新しい生徒であるポール・アーヴィングが登場する。彼はアメリカ人の少年で、未亡人の父親がアメリカで働いている間、祖母とアボンリーで暮らしている。彼はアンの幼少期を彷彿とさせる想像力と気まぐれな振る舞いで、アンは好感を持つようになる。物語の後半で、アンと友人たちは、40代の優しくも孤独な女性、ラベンダー・ルイスさんと出会う。彼女は25年前にポールの父親と婚約していたが、意見の相違から別れてしまった。物語の最後で、アーヴィング先生が戻ってきて、ラベンダーさんと結婚する。
「トーリーロードの冒険」と題された章で、アンとダイアナは、同名の「『トーリー』ロード」について論じる。この道路は、「『トーリー』政府」、つまり地方の「保守党員たちが…権力を握っていた当時、自分たちが何かをやっていると見せつけるためだけに」建設され、景観を整えたものである。また、ある住民は、「20年前」に父親の道端の家で過ごした思春期の愛の告白を回想する。 保守党の多数派は、1867年の土地問題における借地人同盟の政治の中で解散し、1870年から1891年の間に地方政府を奪還した。1896年の自治領選挙は、作家L・M・モンゴメリに、1917年の『アンの夢の家』の中で、自由党の「粘り強さ」(Grit)の台頭に対する「保守党」の反応を小説化させるきっかけを与えました。どちらの小説も、連邦成立後の記憶の政治の中で、複数の時間とタイムラインを横断している。
アンは教師であることの喜びと苦労を知り、デイビーとドーラの子育てに携わり、ギルバート、ダイアナ、フレッド・ライトと共にAVIS（アヴォンリー村改善協会）を組織する。しかし、町の改善に向けた彼らの努力は必ずしも成功とは限らない。協会は古い市庁舎の塗り替えのために募金を集めるが、塗装業者が間違った色の塗料を渡してしまい、庁舎は鮮やかな青色の目障りなものと化してしまう。AVISの苦難は、農村の「世俗化」という「リベラル」な概念と、都市の「近代化」という「保守」な世俗的な考えを織り交ぜようとする、想像上の超党派の努力が、いかにもバッとしない結果をもたらしたかを如実に物語っている。
物語の終盤、レイチェル・リンド夫人の夫が亡くなり、リンド夫人はグリーン・ゲイブルズのマリラの家に引っ越してくる。これにより、アンはようやく大学に進学できるようになる。アンとギルバートは秋にレドモンド大学に進学する計画を立てる。

## 登場人物
アン・シャーリー (Anne Shirley)
本編の主人公。細身の長身、灰色の目を持ち、想像力が豊か。アンが美人かどうかは意見が分かれている。
マリラ・カスバート (Marilla Cuthbert)
アンを引き取ったカスバート兄妹の妹。成長したアンに代わり、本作では6歳半の双子を育てる事になる。
デイビー・キース (デイビッド・キース David "Davy" Keith)
マリラが引き取った双子の男の子の方。父は幼児の時に死亡し、母メアリーはそれ以来病気がちだったため、しつけがされていない。マリラはメアリーとは何ら親戚関係にないが、夫の方とは三従兄弟姉妹（みいとこ）同士であったため、メアリーが亡くなった際に、メアリーの兄弟が双子を引き取るまでの期間、マリラに預けられる事になった。母が言う通り、大変ないたずら小僧で、問題を次々に起こす。
ドーラ・キース (Dora Keith)
双子の女の子。母の言う通りのとても良い子。
リチャード・キース (Richard Keith)
双子の叔父。ブリティッシュ・コロンビアに住んでいた。結婚したら甥と姪を引き取るつもりであったが、病気で結婚は延期となり、もうしばらく双子を預かってくれるように頼む。結局は結核で亡くなり、双子が成人するまで貯金をマリラ・カスバートに信託し、利息を養育費に充てるように遺言する。
J.A.ハリソン (Mr. Harrison, James A. Harrison)
隣家が転居にて売り出した農場を購入して、アヴォンリー村に一人で来た男性。家は散らかし放題で、食事時間は決めておらず、食べたいときに食べる変わり者という評判で、ジンジャー（生姜）という名の、辛辣な言葉を喋るオウムを飼っている。アンたちは、てっきり独身だと思っていたが…。
レイチェル・リンド夫人 (Mrs. Rachel Lynde)
相変わらずアヴォンリーの情報局である。病気の夫に手厚い看護をする。本作で寡婦になる。
トマス・リンド (Thomas Lynde)
妻任せの控えめな夫だったが、病気になり、妻レイチェルに感謝の言葉を述べて亡くなる。
ギルバート・ブライス (Gilbert Blythe)
学校は違うものの、同郷の教師仲間で、村の改善委員会でもアンと接点があり、友人としては信頼されている。終盤にミス・ラヴェンダーの結婚式に出席し、共に幸福感を味わうアンに、初めて友情以上の自分の本心を見せるが、2人の恋の行方は次作に持ち越しとなる。
ダイアナ・バーリー (Diana Barry)
アンと終生の友情の誓いをした間柄で、本作でも堅い友情を保っている。フレッド・ライトからプロポーズされ、婚約する。
プリシラ・グラント (Priscilla Grant)
クィーン学院時代の同級生。カーモディーの学校を教える事になる。
ルビー・ギリス (Ruby Gillis)
アンの友人で、美しさを誇る金髪の少女。思いを寄せる男性には不自由しない。ネルソン・アトキンスから完璧なプロポーズの手紙を受け取り、心が揺れ動いたが、偶然見かけた恋愛指南本に同じ文面がある事を知って、形容し難い気分になり、痛烈な断りの手紙を書き送った。
チャーリー・スローン (Charlie Sloane)
本作でも影が薄いが、ギルバートの恋敵と見なされており、匿名のゴシップ記事の筆者ではないかと噂された。
ポール・アーウィング (Paul Irving)
アン同様に、空想の世界と行き来できる住人。贔屓するのは良くないと思いつつも、アンはポールを話の合うお気に入り生徒と見てしまう。
スティーブン・アーウィング (Stephen Irving)
ポールの父親。9歳のときに6歳のミス・ラヴェンダーと結婚する事を決意し、25年前には婚約を交わしていたが、突然に破局し、米国に渡り、そこで家庭を持ち、アヴォンリーにはずっと帰って来なかった。
ミス・ラヴェンダー (Miss Lavendar, Lavendar Lewis)
石造りの家（山彦荘）に住んでいる、素敵な中年の独身女性。アンとは歳の離れた友人となる。25年前にステファン・アーウィングと口論になり、仲直りに訪れた際に、すねて彼を許そうとしなかったために、長期に渡り彼を失う事となる。
シャーロッタ4世 (Charlotta the Fourth, Leonora Bowman)
ミス・ラヴェンダーの所で働いている女の子。ミス・ラヴェンダーは母亡き後、家を一人で切り盛りできず、さりとて大人の家政婦を雇える資力も無かったので、ボウマン家の女の子を料理と洗濯の手伝いに雇っている。本名はレオノーラ・ボウマンだが、最初にミス・ラベンダーのところに働きに来た長姉が「シャーロッタ」という名前であったため、彼女の後に働きに来たボウマン家の姉妹は、皆シャーロッタと呼ばれている。レオノラも同様で、彼女は4人目である。

## 日本語訳一覧
- （1955年） 村岡花子訳 - 新潮社。 ISBN 978-4102113028
- （1958年） 中村佐喜子訳 - 角川文庫。 ISBN 978-4042179023
- （1976年） 神山妙子 - 旺文社。（絶版）
- （1990年） 掛川恭子 - 講談社。
  - 文庫版: ISBN 9784062750943
  - 完訳クラシック版: ISBN 978-4-06-270402-1
- （1990年） 石川澄子訳 - 東京図書。
  - 『アヴォンリーのアン 上』 ISBN 978-4-489-00328-8
  - 『アヴォンリーのアン 下』 ISBN 978-4-489-00329-5
- （1990年） きったかゆみえ - 金の星社。 ISBN 978-4-323-01076-2
- （1990年） 谷詰則子 - 篠崎書林。 ISBN 978-4-7841-0487-1
- （1991年） 茅野美ど里訳 - 偕成社。 ISBN 978-4-03-651870-8
- （2001年） 松本侑子 - 集英社。
  - 文庫版: ISBN 978-4087478679
  - ハードカバー版: ISBN 978-4087752885

## 派生作品

### テレビ映画
- （1975年） Anne of Avonlea BBC TVのミニシリーズ版
- （1987年） 『続・赤毛のアン/アンの青春』 ミーガン・フォローズ主演、ケヴィン・サリヴァン監督

### コミック
- 『アンの青春』いがらしゆみこ、くもん出版、1998年 ISBN 978-4774301709